# Angie Zelter
Angie Zelter (5 de junio de 1951) es una activista británica, fundadora de varios grupos de campañas internacionales, como Trident Ploughshares y el International Women's Peace Service. Es conocida por sus campañas de acción directa no violenta. Ha sido detenida más de cien veces en Bélgica, Canadá, Inglaterra, Malasia, Noruega, Polonia y Escocia, cumpliendo dieciséis condenas de prisión. Se ha autoproclamado ciudadana global.

## Trayectoria
En la década de 1980, fundó la Campaña Snowball, que fomentaba la desobediencia civil masiva en la que cada participante cortaba un hilo de una valla alrededor de las bases militares estadounidenses en el Reino Unido y después esperaba para ser arrestado. Durante la campaña, que duró tres años, hubo alrededor de 2500 detenciones y muchos de los activistas fueron enviados a la cárcel por impago de multas. Caroline Lucas, futura líder del Partido Verde y diputada participó en la campaña y el poeta Oliver Bernard fue enviado a prisión.
En 1996, formó parte de un grupo que desarmó un avión BAE Hawk Jet, ZH955, causando daños por valor de 1,5 millones de libras e impidiendo que fuera exportado a Indonesia, donde se habría utilizado para atacar a Timor Oriental. Fue absuelta por esta acción en una victoria que obligó a incluir la cuestión del control de armamento en la agenda general.
Junto con la estadounidense Ellen Moxley y la danesa Ulla Røder, se dio a conocer como una de las Trident Three del Trident Ploughshares, después de que consiguieran entrar en Maytime, una estación flotante de pruebas de sonares Trident en Loch Goil y dañaran 20 ordenadores y otros equipos electrónicos y cajas de circuitos, cortaran una antena, atascaran la maquinaria con pegamento, arena y jarabe y tiraran por la borda cuadernos de bitácora, archivos, material informático y papeles. En diciembre de 2001, las Trident Three recibieron el Premio Right Livelihood.
Entre 2001 y 2005, participó activamente en muchas acciones con el Movimiento de Solidaridad Internacional y otras organizaciones destinadas a proteger a los palestinos de Cisjordania contra la violencia del ejército israelí y de los asentamientos judíos ilegales que les hacían la vida cada vez más difícil. El gobierno israelí finalmente se negó a permitirle regresar. En marzo de 2012, la policía de Corea del Sur detuvo a Zelter por obstruir la construcción de la controvertida Base Naval de Jeju-do.
Durante las ocupaciones de Londres de Extinction Rebellion de abril de 2019, Zelter fue arrestada en el puente de Waterloo y en la plaza del Parlamento, convirtiéndose en la primera activista en ser procesada. Se le concedió la libertad condicional en junio de 2019, tras argumentar ante el tribunal que los seres humanos se enfrentaban a una extinción masiva a menos que los gobiernos aplicaran cambios de gran alcance. Fue una de los más de 1400 manifestantes arrestados durante la campaña de dos semanas Extinction Rebellion Autumn Uprising de octubre de 2019 en Londres. Fue acusada en virtud del artículo 14 de la Ley de Orden Público de 1986, se declaró culpable y fue condenada a pagar una multa de 460 libras, 85 libras de gastos y 46 libras de recargo.

## Reconocimientos
- 2001 - diciembre, Trident Ploughshares recibió el Premio Right Livelihood.[13]
- 2014 - Zelter fue galardonada en Estambul con el Premio Hrant Dink por su lucha contra las armas nucleares.[14]

## Obra
En 2021, publicó un libro que detalla su trabajo entre 1982 y 2021 con el título Activism for Life (Luath Press Limited ISBN 978-1-910022-39-9).